# Зумбул и звекан
Зумбул и звекан је хип хоп албум снимљен у сарадњи репера Суприма и Блоковског.
Две и по године након објављивања албума Само лагано, Блоковски и  Суприм објавили су овај албум  1. маја 2012. године независну хип хоп издавачку кућу Царски рез. На албуму се нашло осам песама укључујући интро и аутро, а гостовали су диџеј Грусм на скречевима и Крукс који је уједно био и идејни творац овог албума. Поред продуцената из Царског реза, Куера и Скубија, на албуму су радили и Ace и Астек. Промоција албума била је у клубу Студио 21 у Панчеву, 21. априла 2012. године.

## Песме
| Бр. | Назив песме        | Гости       | Продукција | Трајање |
| --- | ------------------ | ----------- | ---------- | ------- |
| 1.  | Интро              |             |            | 00:54   |
| 2.  | Зумбул и звекан    | Крукс       | Куер       | 03:02   |
| 3.  | Привредни криминал |             | Скуби      | 01:43   |
| 4.  | У паклу дроге      |             |            | 03:49   |
| 5.  | Годишњи одмор      |             |            | 03:38   |
| 6.  | Канада             | диџеј Грусм | Астек      | 02:30   |
| 7.  | Ушли смо у странку |             |            | 02:53   |
| 8.  | Аутро              |             |            | 00:34   |